# 岡並木
岡 並木（おか なみき、1926年3月19日 - 2002年12月7日）は、日本のジャーナリスト、交通及び比較都市論を専門とする評論家。

## 生涯
東京都出身。1952年に東京大学文学部社会学科卒業後、朝日新聞社入社。編集委員などをつとめる。1985年の退社後は、西武百貨店顧問。のち静岡県立大学国際関係学部教授を経て、武蔵野女子大学文学部教授。
父親は、大正から昭和初頭に、民族・民俗学や考古学の専門書、山岳書を出版した「岡書院」店主の岡茂雄。叔父は民族学者の岡正雄。従兄弟（正雄の息子）に文化人類学者の岡千曲。

## 人物
衣食住に加えて、交通、移動の重要性とこれらが顧みられていない現状を説き、「衣食住交」を提唱した。この考えは現代の交通権に通ずる嚆矢といえる。

## 受賞
- 1973年 第1回新評賞「自動車は永遠の乗物か」
- 1979年 第5回交通図書賞「新しい交通」
- 1983年 第5回国際交通安全学会賞「都市と交通」
- 1987年 運輸大臣表彰交通文化賞
- 1996年 第9回CSデザイン賞車両部門金賞
- 2020年 日本自動車殿堂入り

## 著書
- 『自動車は永遠の乗物か 新都市交通システム論』ダイヤモンド社 1973年
- 『くらしと交通』朝日イブニングニュース社 1976年
- 『新しい交通 都市化時代の交通』りくえつ 1979年
- 『都市と交通』岩波新書、1981年
- 『陸の交通とくらし』PHP研究所 産業のこころシリーズ 1983年
- 『これからのクルマと都市の関係 スーパー・エッセイ/僕の交通シンポジウム』ダイヤモンド社出版研究所 1985年
- 『舗装と下水道の文化』論創社、1985年
- 『駅再発見の旅』NTT出版、1992年
- 『岡並木教授の「右脳」フォーラム』ダイヤモンド社出版研究所、1992年
- 『江戸・パリ・ロンドン 比較都市論の旅』論創社、1994年
- 『本音が求める交通環境 交通担当編集委員の眼』勁草書房 1997年
- 『甦える「都市のスリッパ」 公共レンタカーの挫折と復活』モビリティ文化出版 1997年

### 共編著・監修
- 『ショッピング・モール たのしく歩ける街づくり』監修 地域科学研究会 1980年
- 『街を内包する駅・空港 付加価値を求められる時代に向けて』編著 地域科学研究会 1992年
- 『移動制約者の交通環境整備 バリアフリー・交通安全の計画と実践』監修 地域科学研究会 1997年
- 『中心市街地の再生と交通計画』監修 地域科学研究会 1997年
- 『新・ふるさとバス白書 未来志向の暮らしの交通』山本雄二郎,福留久大共監修 ふるさとバス白書検討委員会編著 技報堂出版 1998年
- 『自転車の役割とマネジメント』監修 地域科学研究会 1998年
- 『都市再生―交通学からの解答』家田仁共編著 国際交通安全学会・都市と交通研究グループ著 学芸出版社 2002年

### 翻訳
- S.ブライネス, W.J.ディーン『歩行者革命』監訳 鹿島出版会 SD選書 1977年

## 関連記事
- 司馬遼太郎 「本屋風情」『街道をゆく36 本所深川散歩・神田界隈』、朝日新聞社、初版1992年。
  - 司馬遼太郎が岡に、かつての岡書院の場所を電話で尋ねる一節がある。
- （対談）岡並木×マッド・アマノ「ホコ天廃止の愚劣な理由」月刊『記録』1999年1月号。
- （対談）家田仁 「岡並木氏に聞く」『土木学会誌』 85(12)、2000年。